# Lúcio Ceiônio Cômodo
Lúcio Ceiônio Cômodo (em latim: Lucius Ceionius Commodus) foi um senador romano eleito cônsul em 78 com Décimo Júnio Nóvio Prisco. Um equestre, foi promovido ao Senado por Nero. Conseguiu sobreviver aos anos finais da dinastia júlio-claudiana declarando-se a favor de Vespasiano durante o ano dos quatro imperadores (69), o que lhe valeu o consulado.

## Carreira
Terminado seu consulado, Cômodo foi nomeado governador da importante e prestigiosa província da Síria, onde sucedeu a Marco Úlpio Trajano, pai do futuro imperador Trajano, onde ficou entre 78 e 79 e novamente entre 81 e 82.
Segundo Frontino, sua casa ficava a sete milhas de Roma.

## Família
Cômodo se casou com Ápia Severa, filha do senador Sexto Ápio Severo, e com ela teve um filho, Lúcio Ceiônio Cômodo, cônsul em 106. Seu neto, também chamado Lúcio Ceiônio Cômodo, foi adotado pelo imperador Adriano, assumiu o nome de Lúcio Élio Vero e foi cônsul em 136 e 137, mas faleceu antes de seu pai e não chegou a ser imperador. Antonino Pio, sucessor de Adriano, adotou como filhos e sucessores Marco Aurélio e também o filho do falecido Élio Vero, Lúcio Vero, bisneto de Cômodo e imperador romano entre 161 e sua morte em 169.